# Jeżowa
Jeżowa (niem. Jezowa) – wieś w Polsce położona w województwie śląskim, w powiecie lublinieckim, w gminie Ciasna.

## Części wsi
| SIMC    | Nazwa      | Rodzaj    |
| ------- | ---------- | --------- |
| 1002449 | Do Bryłki  | część wsi |
| 1002521 | Jaśkowe    | część wsi |
| 1002544 | Kolonia    | część wsi |
| 1002573 | Kołowizna  | część wsi |
| 1002610 | Miętowisko | część wsi |
| 1002751 | Sobkowe    | część wsi |
| 1002797 | Ściegna    | część wsi |

W latach 1975–1998 miejscowość administracyjnie należała do województwa częstochowskiego.

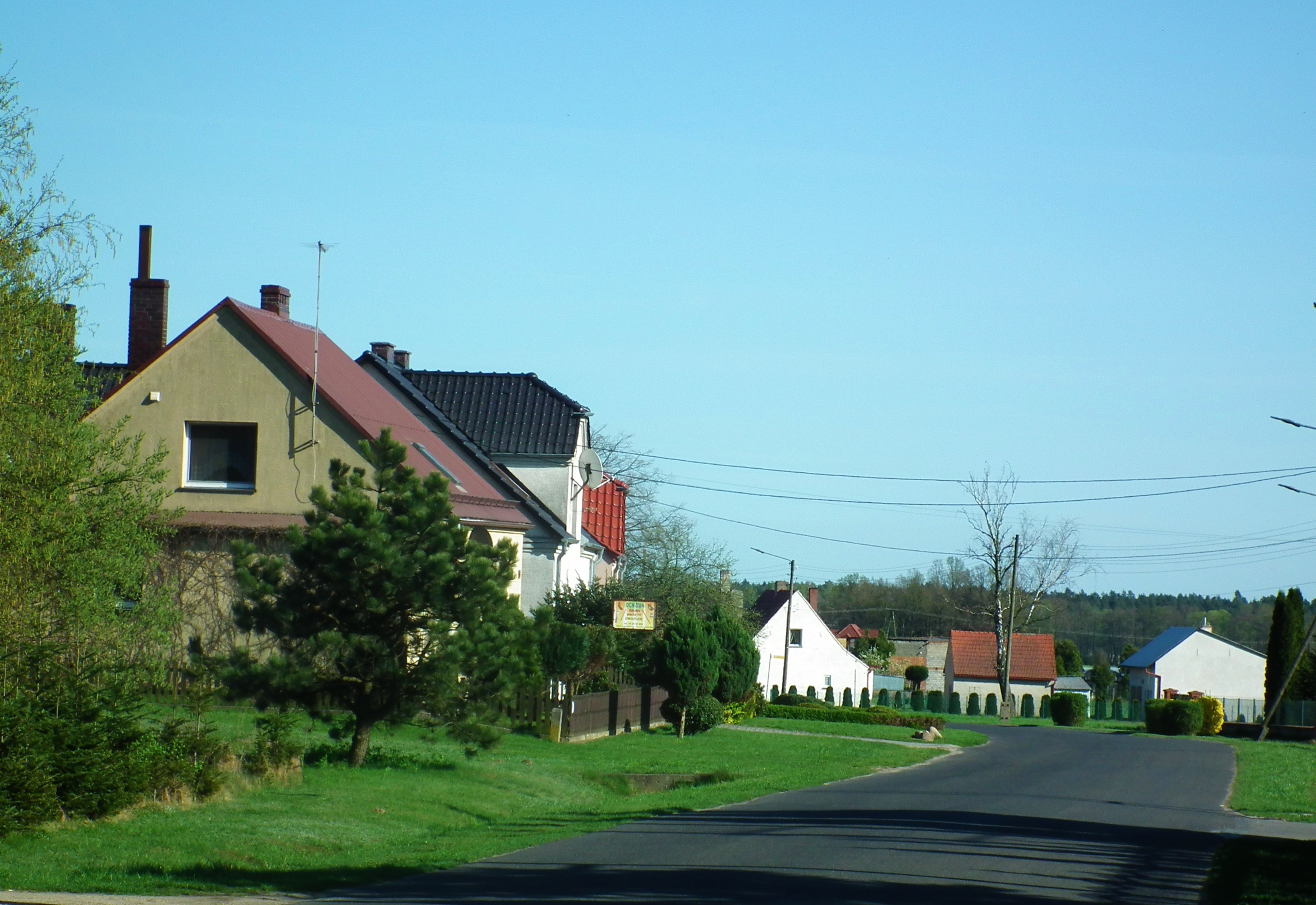
Fragment zabudowy wsi

## Historia
Wieś powstała w XIV stuleciu. 20 grudnia 1422 roku książę Bernard, właściciel Dobrodzienia przekazał Jeżową w darze swojemu rycerzowi Hansowi, który zginął potem w walce z husytami, a w roku 1434 od jego córki Siguny odkupił Jeżową Jan Stroll z Pawonkowa. Stroll, oprócz synów Jana i Piotra, miał dwie córki: Elżbieta wyszła w 1466 roku za Bartłomieja Biesa; Katarzyna wstąpiła do klasztoru w Czarnowąsach, rezygnując z dochodów Jeżowej pod warunkiem, że bracia będą wypłacać klasztorowi 4 grzywny rocznie. Właściciele Jeżowej, podobnie jak i innych miejscowości, bezustannie się zmieniali, u schyłku XVIII wieku byli nimi m.in. dwaj pruscy kapitanowie Feliks von Stümer i Dionizy von Jeanneret (dorobił się generalskich szlif). Tutaj urodził się w 1817 roku Jan Baptysta Respondek – wykładowca seminarium duchownego w Poznaniu i poseł do parlamentu pruskiego, oraz Grzegorz Erlebach wyświęcony w 1979 roku, aktualnie jest audytorem Trybunału Roty Rzymskiej (Rota Romana, najwyższy sąd papieski). Od roku 1905 istniała formalnie szkoła dokształcająca dla chłopców, w której przez dwa lata uczono rolnictwa, sadownictwa, zasad nawożenia i innych pożytecznych rzeczy, ale w praktyce ta wiejska szkoła zawodowa działała tu dość anemicznie. Jesienią 1910 roku próbowano ją wreszcie "rozruszać". Miało do niej uczęszczać dobrowolnie 32 chłopców w wieku od 14 do 18 lat, jednak frekwencja nie była zbyt wysoka. W listopadzie 1867 roku stanęła w Jeżowej nowoczesna murowana szkoła. Jej budynek stoi zresztą do dzisiaj. W 1926 roku wybudowano nową szkołę wydając na ten cel 27 tys. marek, plus 1440 marek na boisko sportowe w zachodniej części wsi. W roku 1929 szkoły dokształcające doczekały się również dziewcząt, które zajmowały się szyciem i gotowaniem. We wsi konsekrowany w 1960 roku kościół św. Jadwigi Śląskiej, o pięknie zdobionym wnętrzu. W pobliżu lasy mieszane (dęby, buki), 2 km w kierunku zachodnim, na Przywarach, rezerwat cisów utworzony w 1957 roku na obszarze 8 ha, a przy starej leśniczówce Sobkowe czysty drzewostan bukowy. Ze wzniesienia, które nazywane jest Jeżowską Górką (289 m n.p.m.) rozległy widok na dolinę Liswarty, dostrzec stąd można również zabytkowy kościół w Lubecku oraz inne obiekty. Jest to końcowy fragment długiej i wysokiej wydmy polodowcowej. W tym najwyższym w gminie Ciasna punkcie postawiono w roku 1926 drewnianą wieżę triangulacyjną, służącą głównie do pomiaru terenu metodą trójkątów. Wieża po 50 latach zawaliła się. Na jej miejscu wybudowano nową wieżę przeciwpożarową. Podczas I wojny światowej (1914-1918) powołano na front 73 mężczyzn, z których 27 poległo, a tablica z ich nazwiskami umieszczono w kapliczce. Plebiscyt w marcu 1921 roku przyniósł w Jeżowej 219 głosów za Niemcami i 158 za Polską. Liczba mieszkańców Jeżowej wynosiła w roku 1819 – 473, w roku 1867 – 593, w roku 1910 – 660, rozwijając się w tempie raczej umiarkowany. Obecnie liczba ta zmalała do 550 osób. Powierzchnia Jeżowej to 946 ha, w tym 718 ha użytków rolnych i 133 ha lasu.
W 1936 władze hitlerowskie, chcąc zatrzeć słowiańskie pochodzenie nazwy wsi, przemianowały ją na Kreuzenfeld (w dosłownym tłumaczeniu "krzyżowe pole"). Do 1936 r. na pieczęci gminnej Jeżowej widniał wizerunek utworzony od jej nazwy - jeż. Było to godło mówiące, czyli wskazujące na nazwę miejscowości.

## Kościół św. Jadwigi
We wsi znajduje się kościół św. Jadwigi z lat 1958–1960.

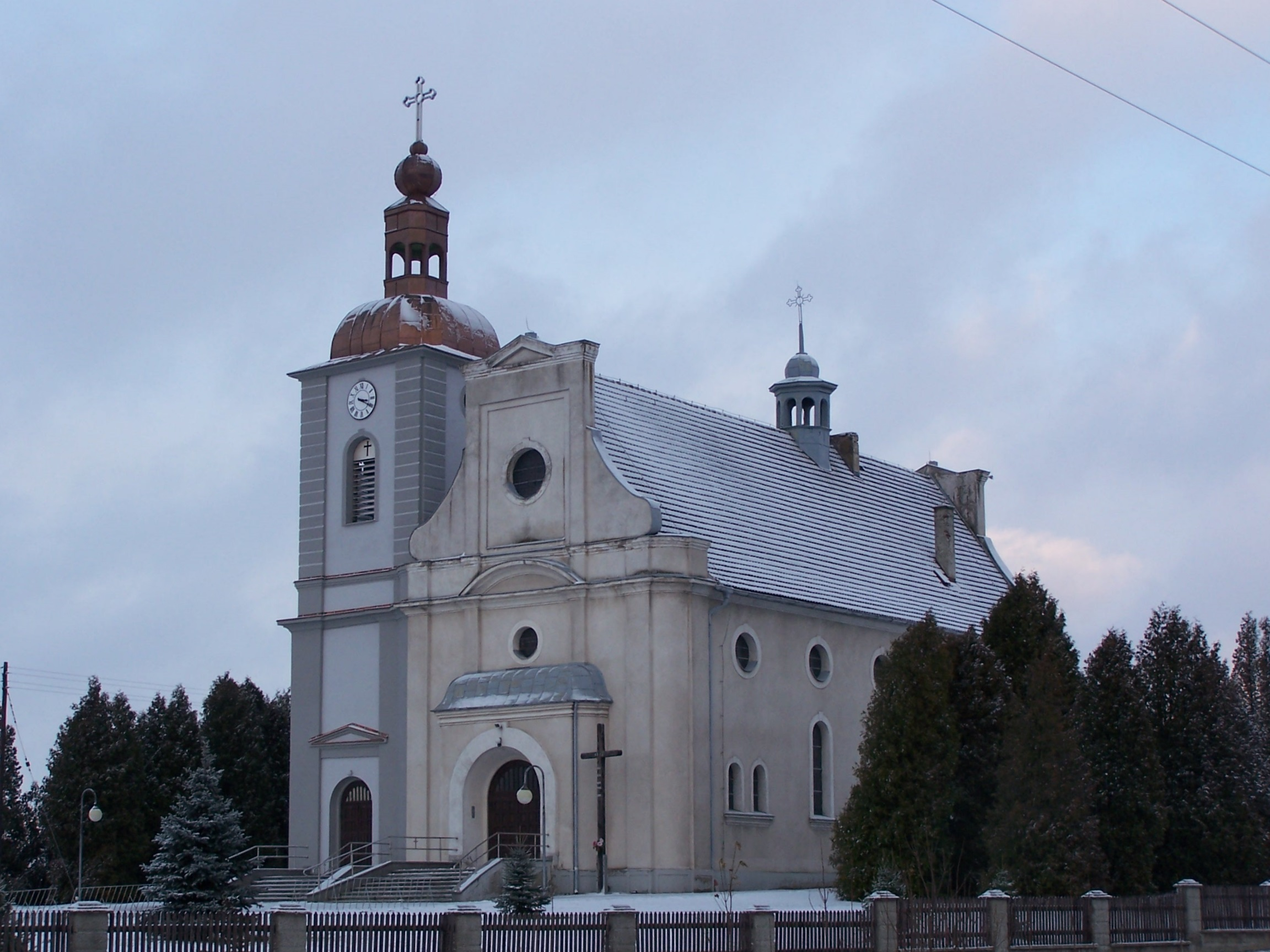
Kościół po remoncie wieży
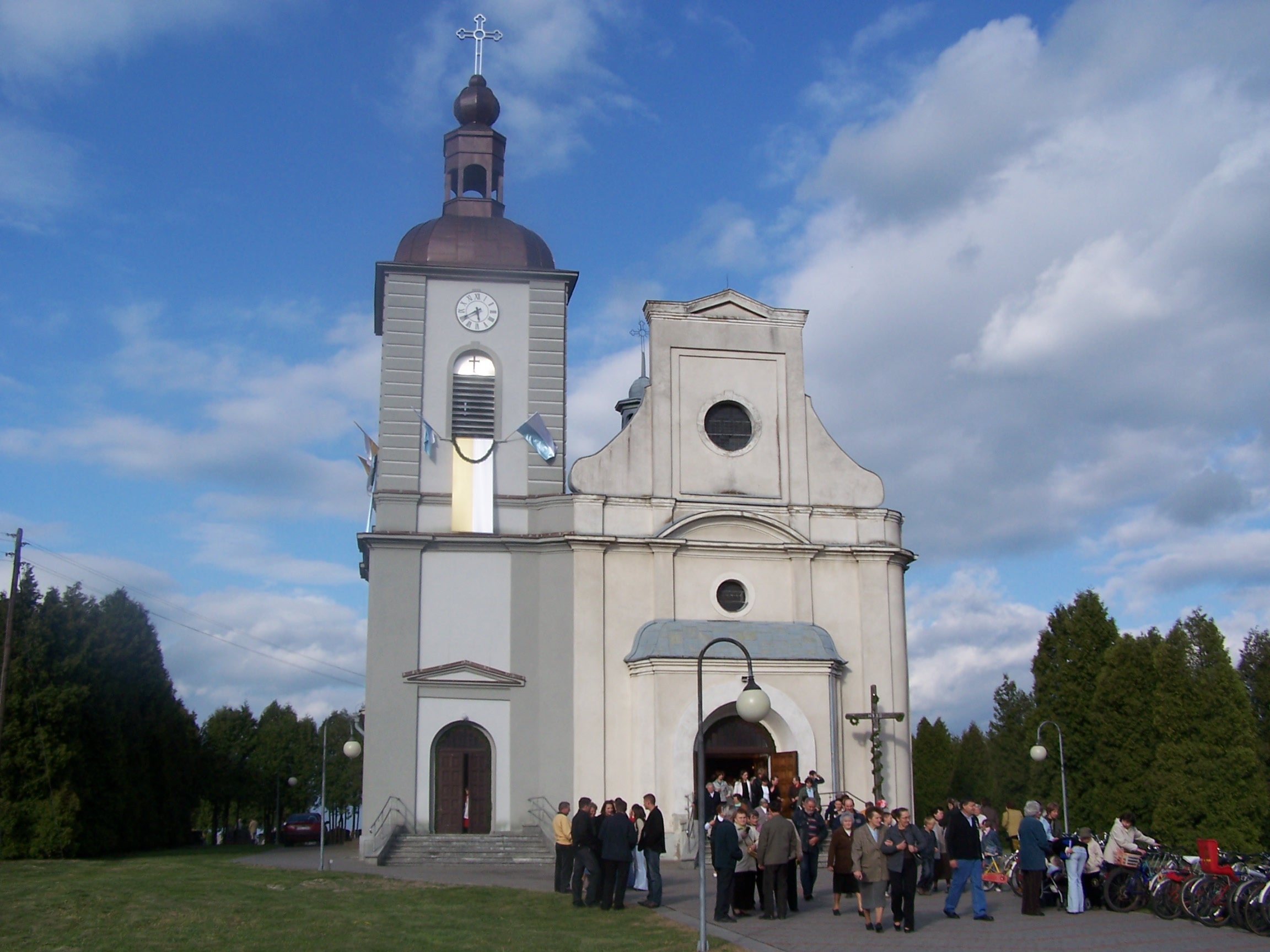
Poświęcenie wieży
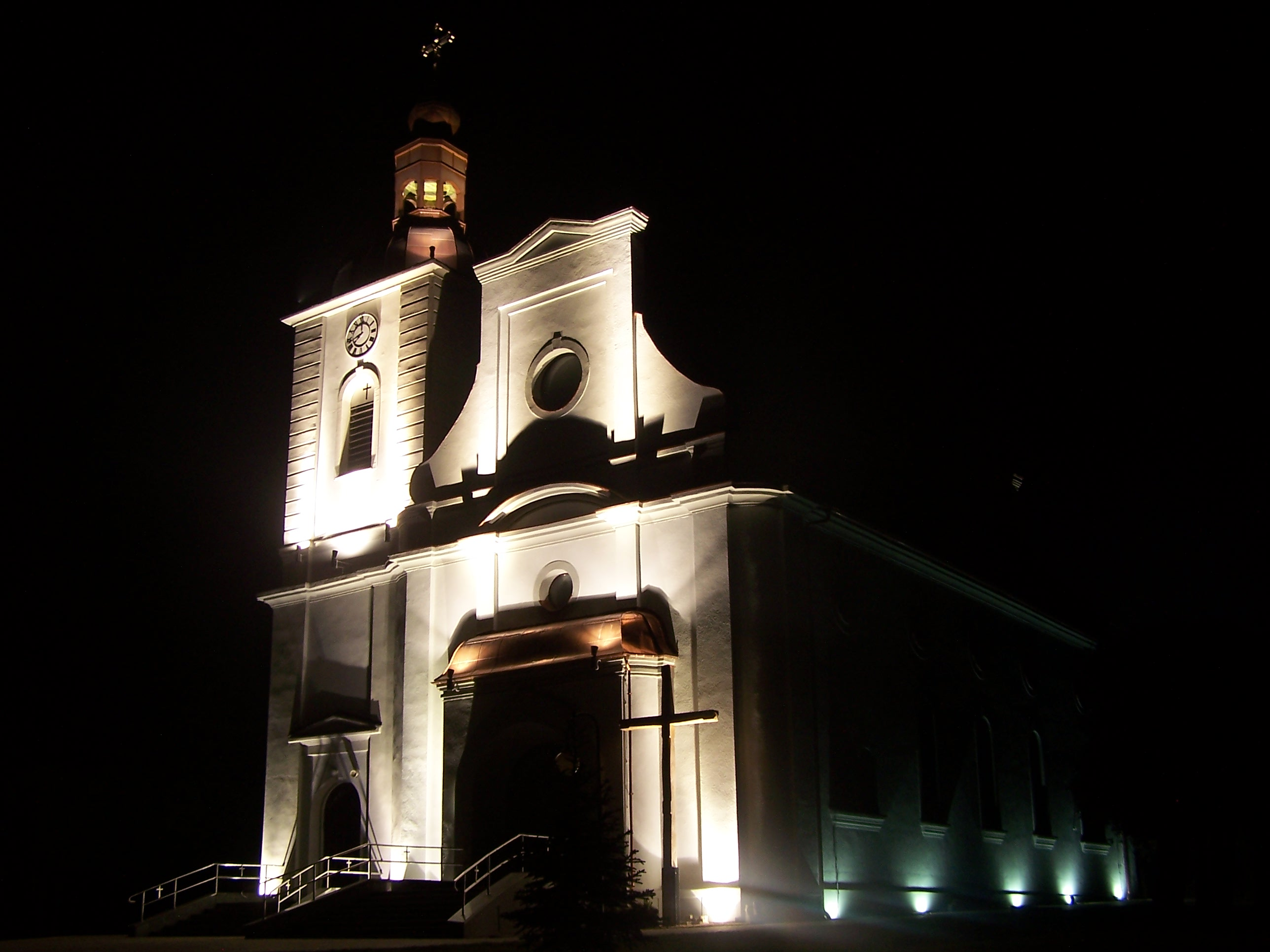
Oświetlenie kościoła